# Vlastimil Stařičný
Vlastimil Stařičný (* 19. září 1966) je bývalý fotbalista, obránce.

## Fotbalová kariéra
V mladežnických kategoriích začínál v ostravském  klubu TJ NHKG Ostrava.Hrál za TJ Vítkovice, na vojně za RH Cheb a znovu za TJ Vítkovice.Také byl součástí fotbalové reprezentace Československa do 21 let. V lize odehrál 131 utkání a dal 12 gólů. V Poháru UEFA nastoupil k 6 utkáním.